# Csaba Pálinkás
Csaba Pálinkás (* 2. Juni 1959 in Szekszárd; † 11. Oktober 2004 ebenda) war ein ungarischer Radrennfahrer.

## Sportliche Laufbahn
Pálinkás war Bahnradsportler und Teilnehmer der Olympischen Sommerspiele 1980 in Moskau. Er bestritt mit dem Vierer Ungarns die Mannschaftsverfolgung. Das Team mit Ervin Dér, Csaba Pálinkás, Zsigmond Sarkadi Nagy und Gábor Szűcs wurde auf dem 12. Platz klassiert.
Die nationale Meisterschaft im Punktefahren gewann er 1976. 1976 und 1978 wurde Pálinkás Meister im 1000-Meter-Zeitfahren. Von 1976 bis 1980 war er Mitglied der Nationalmannschaft im Bahnradsport. 1977 wurde er in Ungarn Radsportler des Jahres. In jener Saison wurde er Vize-Meister im Straßenrennen.